# Sagopszy
Sagopszy (ros. Сагопши) – miejscowość w Rosji, w Inguszetii. Według danych szacunkowych na rok 2009 liczy 11 643 mieszkańców.